# «Лас-Вегас Рэйдерс» в сезоне 2021
Сезон 2021 года стал для «Лас-Вегас Рэйдерс» шестьдесят вторым в истории клуба, пятьдесят вторым с момента вступления в НФЛ и вторым после переезда из Окленда. Команда выступала в Западном дивизионе Американской футбольной конференции. Регулярный чемпионат завершился с семью победами и десятью поражениями, «Рэйдерс» стали вторыми в дивизионе и впервые с 1996 года вышли в плей-офф. В матче уайлд-кард-раунда команда проиграла «Цинциннати Бенгалс».
Главным событием межсезонья для команды стал драфт. На нём команда выбрала семь игроков, пятеро из которых были представителями защиты. В первом раунде «Рэйдерс» задрафтовали линейного нападения Алекса Ледервуда из Алабамского университета. Работа клуба на драфте была оценена невысоко. Главные вопросы к офису вызывали выбор Ледервуда при наличии других линейных, оцениваемых выше, а также решение задрафтовать сразу трёх сэйфти.
Сезон «Рэйдерс» начали под руководством Джона Грудена, отправленного в отставку после скандала вокруг расистских высказываний, допущенных им в переписке во время работы на канале ESPN. При нём команда выиграла два матча и потерпела три поражения. На посту временного главного тренера его сменил координатор специальных команд Рич Бисаккья, при котором было одержано семь побед в двенадцати матчах.
Домашние матчи команды проходили на крытом «Алледжайент-стэдиуме» в Парадайсе в штате Невада. «Рэйдерс» стали первым клубом лиги, требующим для посещения домашних матчей подтверждения вакцинации против COVID-19.

## Межсезонье

### Рынок свободных агентов
Возможность подписания соглашений со свободными агентами официально открылась 17 марта 2021 года после начала нового сезона. Главными проблемами клуба на тот момент были все три уровня защиты, особенно сэйфти, и линия нападения, которую покинули тэкл Трент Браун, гарды Ричи Инкогнито и Гейб Джексон. Ушёл и стартовый центр команды Родни Хадсон. Защиту усилили ди-энд Янник Нгакуэ и тэклы Куинтон Джефферсон и Соломон Томас. На место центра был приглашён Ник Мартин, позднее был подписан новый контракт с Ричи Инкогнито. Неоднозначным стало подписание контракта с раннинбеком Кеньяном Дрейком, средняя зарплата которого составила 5,5 млн долларов в год.

### Драфт
На состоявшемся в апреле 2021 года в Кливленде драфте «Рэйдерс» выбрали семь игроков. В первом раунде под общим семнадцатым был задрафтован тэкл нападения Алекс Ледервуд из Алабамского университета. Во второй день драфта были выбраны сэйфти Тревон Мориг, лайнбекер Малколм Кунс и сэйфти Дивайн Диабло. В третий день клуб задрафтовал сэйфти Тайри Гиллеспи, корнербека Нейта Хоббса и центра Джимми Моррисси. Работа офиса «Рэйдерс» во время драфта получила противоречивые оценки.
Обозреватели Люк Истерлинг и Дуг Фаррар оценили драфт на «три». Оба назвали ошибочным решение выбрать Ледервуда в первом раунде и высоко оценили обмен с «Сан-Франциско», позволивший в начале второго раунда задрафтовать Тревона Морига. Выбор трёх сэйфти Истерлинг назвал «странной стратегией». Аналитик сайта лиги Чед Рейтер поставил «Рэйдерс» «четыре», охарактеризовав выбор первого раунда как «немного удивительный». Он отметил, что оценивавшийся выше Кристиан Даррисо был выбран только под двадцать третьим номером.
Коннор Орр из Sports Illustrated напомнил, что руководство клуба часто принимает решения, идущие вразрез с общепринятым мнением, но добавил, что в последние годы «Рэйдерс» сделали несколько ошибок в отношении своих выборов в первом раунде. С ним согласился аналитик ESPN Мел Кайпер, написавший, что стратегию Майка Мейока и Джона Грудена во время драфта сложно прогнозировать. По его мнению, команде было необходимо усиление в линию нападения после ухода нескольких игроков, но выбор Ледервуда для этого не оправдан.
Самую низкую оценку команде поставил Винни Айер из Sporting News, заметивший, что «„Рэйдерс“ увлеклись сэйфти, а между ними выбрали переоценённого лайнбекера». По его мнению, положение клуба осложнила и лучшая работа на драфте от соперников по дивизиону: «Лос-Анджелес Чарджерс», «Денвер Бронкос» и «Канзас-Сити Чифс».
После окончания драфта «Рэйдерс» подписали контракты с девятью игроками, находившимися в статусе свободных агентов.
| Раунд | Общий номер | Игрок           | Позиция | Университет  | Сумма контракта |
| ----- | ----------- | --------------- | ------- | ------------ | --------------- |
| 1     | 17          | Алекс Ледервуд  | OT      | Алабама      | $ 14,39 млн     |
| 2     | 43          | Тревон Мориг    | S       | ТХУ          | $ 7,89 млн      |
| 3     | 79          | Малколм Кунс    | LB      | Баффало      | $ 4,99 млн      |
| 3     | 80          | Дивайн Диабло   | S       | Виргиния Тек | $ 4,98 млн      |
| 4     | 143         | Тайри Гиллеспи  | S       | Миссури      | $ 3,98 млн      |
| 5     | 167         | Нейт Хоббс      | CB      | Иллинойс     | $ 3,78 млн      |
| 7     | 230         | Джимми Моррисси | C       | Питтсбург    | $ 3,59 млн      |

### Предсезонные матчи
Первый предсезонный матч «Рэйдерс» сыграли 14 августа на своём поле против «Сиэтла». Команда впервые с момента переезда из Окленда провела домашний матч в присутствии зрителей и одержала победу со счётом 20:7. В роли стартового квотербека игру начал Нейтан Питерман, набравший 246 ярдов с тачдауном. Обозреватель издания Las Vegas Review-Journal Винсент Бонсиньоре отметил убедительную игру защиты, в первой половине матча позволившей соперникам набрать всего 19 ярдов. Среди игроков он отметил новичка корнербека Нейта Хоббса, а в целом охарактеризовал действия защитников как «проблеск надежды по сравнению с предыдущим сезоном», даже с учётом того, что команды задействовали игроков резерва. В линии нападении хорошо выглядели дебютант Алекс Ледервуд и новый центр Андре Джеймс. Среди принимающих отличился ветеран Зей Джонс, сделавший три приёма на 57 ярдов.
| Дата       | Стадион                       | Соперник                    | Счёт  |
| ---------- | ----------------------------- | --------------------------- | ----- |
| 14 августа | Алледжайент-стэдиум, Парадайс | Сиэтл Сихокс                | 20:7  |
| 21 августа | SoFi-стэдиум, Инглвуд         | Лос-Анджелес Рэмс           | 17:16 |
| 29 августа | Ливайс-стэдиум, Санта-Клара   | Сан-Франциско Форти Найнерс | 10:34 |

## Регулярный чемпионат
Перед стартом сезона, 16 августа, клуб объявил, что обязательным условием для посещения домашних матчей станет вакцинация от COVID-19. «Рэйдерс» стали первой командой в лиге, предъявившей болельщикам подобные требования. Владелец клуба Марк Дэвис заявил, что решение об этом было принято после консультаций с губернатором штата Стивом Сайсолаком. По сообщению издания Las Vegas Review-Journal, непривитые владельцы абонементов смогут получить полную компенсацию стоимости билетов либо перенести их на следующий сезон.

### Расписание матчей
Календарь матчей «Рэйдерс» был опубликован 12 мая 2021 года. Впервые в истории НФЛ регулярный чемпионат состоял из семнадцати матчей.
| Неделя | Дата          | Стадион                          | Соперник              | Счёт          | Победы/поражения |
| ------ | ------------- | -------------------------------- | --------------------- | ------------- | ---------------- |
| 1      | 13 сентября   | Алледжайент-стэдиум, Парадайс    | Балтимор Рэйвенс      | 33:27 OT      | 1—0              |
| 2      | 19 сентября   | Хайнц-филд, Питтсбург            | Питтсбург Стилерз     | 26:17         | 2—0              |
| 3      | 26 сентября   | Алледжайент-стэдиум, Парадайс    | Майами Долфинс        | 31:28 OT      | 3—0              |
| 4      | 4 октября     | «SoFi-стэдиум», Инглвуд          | Лос-Анджелес Чарджерс | 14:28         | 3—1              |
| 5      | 10 октября    | Алледжайент-стэдиум, Парадайс    | Чикаго Беарс          | 9:20          | 3—2              |
| 6      | 17 октября    | Эмпауэр-филд-эт-Майл-Хай, Денвер | Денвер Бронкос        | 34:24         | 4—2              |
| 7      | 24 октября    | Алледжайент-стэдиум, Парадайс    | Филадельфия Иглз      | 33:22         | 5—2              |
| 8      | Неделя отдыха | Неделя отдыха                    | Неделя отдыха         | Неделя отдыха | Неделя отдыха    |
| 9      | 7 ноября      | Метлайф-стэдиум, Ист-Ратерфорд   | Нью-Йорк Джайентс     | 16:23         | 5—3              |
| 10     | 14 ноября     | Алледжайент-стэдиум, Парадайс    | Канзас-Сити Чифс      | 14:41         | 5—4              |
| 11     | 21 ноября     | Алледжайент-стэдиум, Парадайс    | Цинциннати Бенгалс    | 13:32         | 5—5              |
| 12     | 25 ноября     | AT&T-стэдиум, Арлингтон          | Даллас Каубойс        | 36:33 OT      | 6—5              |
| 13     | 5 декабря     | Алледжайент-стэдиум, Парадайс    | Вашингтон             | 15:17         | 6—6              |
| 14     | 12 декабря    | Эрроухед-стэдиум, Канзас-Сити    | Канзас-Сити Чифс      | 9:48          | 6—7              |
| 15     | 20 декабря    | Фестэнерджи-стэдиум, Кливленд    | Кливленд Браунс       | 16:14         | 7—7              |
| 16     | 26 декабря    | Алледжайент-стэдиум, Парадайс    | Денвер Бронкос        | 17:13         | 8—7              |
| 17     | 2 января      | Лукас-Ойл-стэдиум, Индианаполис  | Индианаполис Колтс    | 23:20         | 9—7              |
| 18     | 9 января      | Алледжайент-стэдиум, Парадайс    | Лос-Анджелес Чарджерс | 35:32 ОТ      | 10—7             |

- Выделены матчи против соперников по дивизиону

### Положение команд

#### Дивизион
| \| \| АФК Запад \|                           | \| \| АФК Запад \| | \| \| АФК Запад \| | \| \| АФК Запад \| | \| \| АФК Запад \| | \| \| АФК Запад \| | \| \| АФК Запад \| | \| \| АФК Запад \| | \| \| АФК Запад \| | \| \| АФК Запад \| |
| Команда                                      | В                  | П                  | Н                  | %                  | ДИВ                | КОНФ               | ОК                 | ОС                 | Стрик              |
| -------------------------------------------- | ------------------ | ------------------ | ------------------ | ------------------ | ------------------ | ------------------ | ------------------ | ------------------ | ------------------ |
| Канзас-Сити Чифс                             | 12                 | 5                  | 0                  | .706               | 5-1                | 7-5                | 480                | 364                | В1                 |
| Лас-Вегас Рэйдерс                            | 10                 | 7                  | 0                  | .588               | 3-3                | 8-4                | 374                | 439                | В4                 |
| Лос-Анджелес Чарджерс                        | 9                  | 8                  | 0                  | .529               | 3-3                | 6-6                | 474                | 459                | П1                 |
| Денвер Бронкос                               | 7                  | 10                 | 0                  | .412               | 1-5                | 3-9                | 335                | 322                | П4                 |
| Перейти к шаблону «Позиции в АФК запад 2021» | АФК Запад          |                    |                    |                    |                    |                    |                    |                    |                    |

#### Конференция
| \| \| АФК \|                           | \| \| АФК \|          | \| \| АФК \| | \| \| АФК \| | \| \| АФК \| | \| \| АФК \| | \| \| АФК \| | \| \| АФК \| | \| \| АФК \| | \| \| АФК \| | \| \| АФК \| | \| \| АФК \| | \| \| АФК \| |
| #                                      | Команда               | Дивизион     | В            | П            | Н            | %            | ДИВ          | КОНФ         | SOS          | SOV          | Стрик        |              |
| -------------------------------------- | --------------------- | ------------ | ------------ | ------------ | ------------ | ------------ | ------------ | ------------ | ------------ | ------------ | ------------ | ------------ |
| Лидеры дивизионов                      |                       |              |              |              |              |              |              |              |              |              |              |              |
| 1                                      | Канзас-Сити Чифс      | Запад        | 10           | 4            | 0            | .714         | 4–1          | 5–4          | .546         | .529         | В7           |              |
| 2                                      | Нью-Ингленд Пэтриотс  | Восток       | 9            | 5            | 0            | .643         | 3–1          | 7–2          | .480         | .413         | П1           |              |
| 3                                      | Теннесси Тайтенс      | Юг           | 9            | 5            | 0            | .643         | 4–1          | 6–4          | .472         | .476         | П1           |              |
| 4                                      | Цинциннати Бенгалс    | Север        | 8            | 6            | 0            | .571         | 3–1          | 6–3          | .457         | .433         | В1           |              |
| Претендующие на Wild Card              |                       |              |              |              |              |              |              |              |              |              |              |              |
| 5                                      | Индианаполис Колтс    | Юг           | 8            | 6            | 0            | .571         | 3–2          | 7–3          | .480         | .384         | В2           |              |
| 6                                      | Лос-Анджелес Чарджерс | Запад        | 8            | 6            | 0            | .571         | 2–2          | 5–4          | .548         | .504         | П1           |              |
| 7                                      | Баффало Биллс         | Восток       | 8            | 6            | 0            | .571         | 3–1          | 5–5          | .477         | .429         | В1           |              |
| Догоняющие команды                     |                       |              |              |              |              |              |              |              |              |              |              |              |
| 8                                      | Балтимор Рэйвенс      | Север        | 8            | 6            | 0            | .571         | 1–3          | 5–5          | .515         | .478         | П3           |              |
| 9                                      | Питтсбург Стилерз     | Север        | 7            | 6            | 1            | .536         | 2–2          | 5–4          | .508         | .490         | В1           |              |
| 10                                     | Лас-Вегас Рэйдерс     | Запад        | 7            | 7            | 0            | .500         | 1–3          | 5–4          | .528         | .546         | В1           |              |
| 11                                     | Майами Долфинс        | Восток       | 7            | 7            | 0            | .500         | 3–2          | 5–5          | .429         | .357         | В6           |              |
| 12                                     | Кливленд Браунс       | Север        | 7            | 7            | 0            | .500         | 2–2          | 4–6          | .505         | .403         | П1           |              |
| 13                                     | Денвер Бронкос        | Запад        | 7            | 7            | 0            | .500         | 1–2          | 3–6          | .459         | .362         | П1           |              |
| 14                                     | Нью-Йорк Джетс        | Восток       | 3            | 11           | 0            | .214         | 0–5          | 3–7          | .510         | .476         | П2           |              |
| 15                                     | Хьюстон Тексанс       | Юг           | 3            | 11           | 0            | .214         | 3–2          | 3–7          | .474         | .310         | В1           |              |
| 16                                     | Джэксонвилл Джагуарс  | Юг           | 2            | 12           | 0            | .143         | 0–5          | 2–7          | .515         | .536         | П6           |              |
| Перейти к шаблону «Позиции в АФК 2021» | АФК                   |              |              |              |              |              |              |              |              |              |              |              |

### Отчёты о матчах

#### Неделя 1
Начало матча складывалось в пользу «Балтимора», который повёл в счёте 14:0 благодаря тачдаунам Тайсона Уильямса и Маркиза Брауна. «Рэйдерс» сократили отставание, но к началу заключительной четверти всё равно проигрывали с разницей в семь очков. Сравнять счёт им удалось за шесть минут до конца матча, после тачдауна Даррена Уоллера. Затем команды обменялись филд-голами и матч перешёл в овертайм. В дополнительное время первыми мячом владели хозяева поля. Нападение «Рэйдерс» дошло до 6-ярдовой линии на половине поля соперника, но занести победный тачдаун не смогло: пас Дерека Карра был сбит, а затем перехвачен корнербеком Энтони Эвереттом. Ответная атака «Рэйвенс» завершилась фамблом Ламара Джексона, после которого мяч подобрал Карл Нассиб. Второй шанс игроки «Лас-Вегаса» использовали, победный 31-ярдовый тачдаун сделал Зей Джонс.
Обозреватели CBS Коди Бенджамин и Джаред Дубин главным фактором, обусловившим победу «Рэйдерс», назвали бойцовский характер команды. Дерек Карр, несмотря на ошибки, набрал 435 ярдов и сделал победный тачдаун. В нападении хорошо проявили себя Уоллер и Брайан Эдвардс. В защите проявил себя Макс Кросби, дважды заставивший Джексона потерять мяч. Именно игру квотербека назвали главной причиной поражения «Рэйвенс». Он привычно стал самым результативным игроком команды на выносе, но его потери дали «Рэйдерс» возможность отыграться. Пасовое нападение было неубедительным, а защите заметно не хватало корнербека Маркуса Питерса.

#### Неделя 2
Защита «Стилерз» начала игру второй недели без травмированных корнербека Джо Хейдена и лайнбекера Девина Буша. По ходу первой четверти поле покинул тэкл Тайсон Алуалу. Несмотря на это, игроки «Питтсбурга» смогли закрыть тайт-энда «Рэйдерс» Даррена Уоллера. Значительная концентрация усилий защиты на одном игроке позволила квотербеку Дереку Карру свободнее играть на других принимающих. Он набрал пасом 382 ярда и сделал два тачдауна: отличились Хенри Раггс и Фостер Моро. Большую часть ярдов Карр заработал во второй половине, когда из-за повреждения не смог продолжить игру Ти Джей Уотт. Сочетание ослабленной защиты «Стилерз» и успешных действий Карра помогло «Лас-Вегасу» компенсировать неэффективность выносной игры: стартовый раннинбек «Рэйдерс» Джош Джейкобс матч пропускал, а заменивший его Пейтон Барбер набрал лишь 32 ярда. 

## Плей-офф
| Раунд      | Дата      | Стадион                       | Соперник           | Счёт  | Победы/поражения |
| ---------- | --------- | ----------------------------- | ------------------ | ----- | ---------------- |
| Уайлд-кард | 15 января | Пол-Браун-стэдиум, Цинциннати | Цинциннати Бенгалс | 19:26 | 0—1              |

### Раунд уайлд-кард
В игре плей-офф «Бенгалс» вышли вперёд в первой четверти. Комфортного разрыва в счёте они создать не смогли, но преимущество до конца матча не упускали. Ключевым моментом первого игрового отрезка стал сэк Трея Хендриксона, после которого фамбл подобрал Ларри Огунджоби. Получив хорошую позицию, Джо Бэрроу и Си Джей Юзома принесли «Цинциннати» первый тачдаун в матче. Хозяева поля имели возможность уйти на перерыв с преимуществом в 14 очков, но первая половина матча завершился тачдауном «Рэйдерс» за 13 секунд до конца второй четверти.
Во второй половине игры команды реализовали по два филд-гола. На последнюю атаку в матче «Рэйдерс» получили 1 минуту 51 секунду времени и нападение команды продвинулось до 9-ярдовой линии на половине поля соперника. Победу «Цинциннати» закрепил перехват лайнбекера Джермейна Пратта на четвёртом дауне за 12 секунд до конца основного времени матча.

## Состав
* На момент завершения сезона

### Отчёты о матчах
1. ↑  Seahawks at Raiders Preseason Week 1 (англ.). nfl.com. NFL Enterprises LLC (14 августа 2021). Дата обращения: 22 августа 2021. Архивировано 20 августа 2021 года.
2. ↑  Raiders at Rams Preseason Week 2 (англ.). nfl.com. NFL Enterprises LLC (21 августа 2021). Дата обращения: 22 августа 2021. Архивировано 22 августа 2021 года.
3. ↑  Raiders at 49ers Preseason Week 3 (англ.). nfl.com. NFL Enterprises LLC (29 августа 2021). Дата обращения: 30 августа 2021. Архивировано 29 августа 2021 года.
4. ↑  Ravens 27, Raiders 33, Week 1 (англ.). espn.com. ESPN (13 сентября 2021). Дата обращения: 28 сентября 2021. Архивировано 18 сентября 2021 года.
5. ↑  Raiders 26, Steelers 17, Week 2 (англ.). espn.com. ESPN (19 сентября 2021). Дата обращения: 28 сентября 2021. Архивировано 22 сентября 2021 года.
6. ↑  Dolphins 28, Raiders 31, Week 3 (англ.). espn.com. ESPN (26 сентября 2021). Дата обращения: 28 сентября 2021. Архивировано 27 сентября 2021 года.
7. ↑  Raiders 14, Chargers 28, Week 4 (англ.). espn.com. ESPN (5 октября 2021). Дата обращения: 12 октября 2021. Архивировано 12 октября 2021 года.
8. ↑  Bears 20, Raiders 9, Week 5 (англ.). espn.com. ESPN (10 октября 2021). Дата обращения: 12 октября 2021. Архивировано 11 октября 2021 года.
9. ↑  Raiders 34, Broncos 24, Week 6 (англ.). espn.com. ESPN (17 октября 2021). Дата обращения: 6 декабря 2021. Архивировано 6 декабря 2021 года.
10. ↑  Eagles 22, Raiders 33, Week 7 (англ.). espn.com. ESPN (24 октября 2021). Дата обращения: 6 декабря 2021. Архивировано 6 декабря 2021 года.
11. ↑  Raiders 16, Giants 23, Week 9 (англ.). espn.com. ESPN (7 ноября 2021). Дата обращения: 6 декабря 2021. Архивировано 6 декабря 2021 года.
12. ↑  Chiefs 41, Raiders 14, Week 10 (англ.). espn.com. ESPN (14 ноября 2021). Дата обращения: 6 декабря 2021. Архивировано 6 декабря 2021 года.
13. ↑  Bengals 32, Raiders 13, Week 11 (англ.). espn.com. ESPN (21 ноября 2021). Дата обращения: 6 декабря 2021. Архивировано 6 декабря 2021 года.
14. ↑  Raiders 36, Cowboys 33, Week 12 (англ.). espn.com. ESPN (25 ноября 2021). Дата обращения: 6 декабря 2021. Архивировано 6 декабря 2021 года.
15. ↑  Washington 17, Raiders 15, Week 13 (англ.). espn.com. ESPN (5 декабря 2021). Дата обращения: 6 декабря 2021. Архивировано 6 декабря 2021 года.
16. ↑  Raiders 19, Bengals 26, Wild Card (англ.). espn.com. ESPN (15 января 2022). Дата обращения: 17 января 2022. Архивировано 17 января 2022 года.